# Marceli Czartoryski

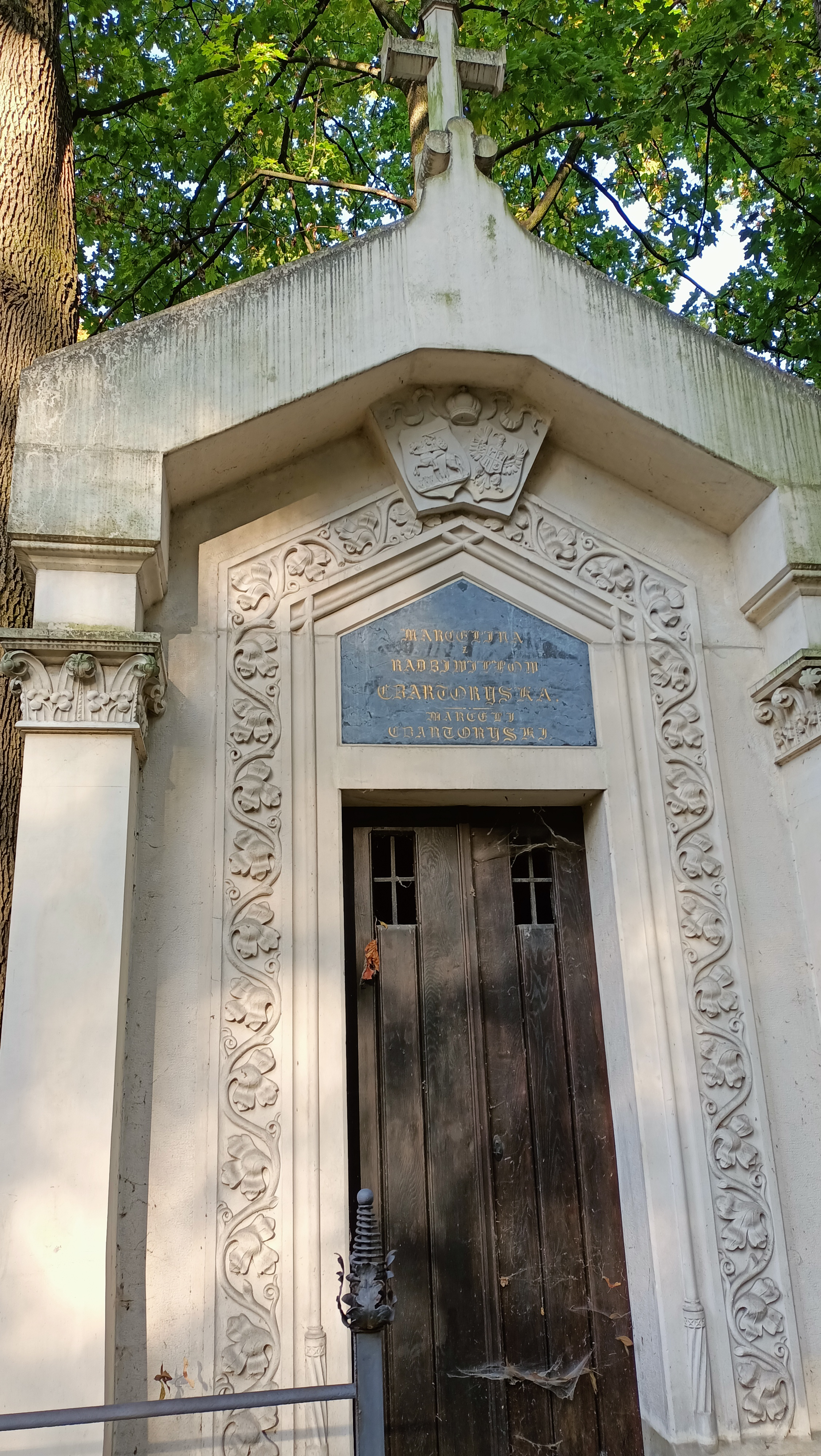
Grób Marcelego Czartoryskiego na Cmentarzu Rakowickim w Krakowie

Marceli Adam Konstanty Czartoryski (ur. 30 maja 1841 w Paryżu, zm. 25 listopada 1909 w Lozannie) – polski kolekcjoner.
Syn Aleksandra Romualda Czartoryskiego (1811–1886) oraz Marceliny z Radziwiłłów Czartoryskiej.
31 lipca 1866 poślubił w Paryżu Zuzannę Marię de Riquet (1844–1918), był właścicielem terenów Lasu Wolskiego i Woli Justowskiej w Krakowie. Jego jedynym dzieckiem była Rozalia Maria Czartoryska (1871–1891).
W latach 1870–1894 był prezesem Towarzystwa Przyjaciół Sztuk Pięknych w Krakowie. Kolekcjonował wraz z żoną dzieła sztuki, w 1872 podarował kolekcję sztuki egipskiej (między innymi kilkanaście amuletów, figurek uszebti) Uniwersytetowi Jagiellońskiemu (obecnie w Instytucie Archeologii UJ). Sfinansował oraz odbył wraz z Jackiem Malczewskim podróż do Mediolanu i Wenecji w 1880.
Pochowany został na cmentarzu Rakowickim w grobowcu rodzinnym Czartoryskich.